# Moșneni, Mehedinți
Moșneni este un sat în comuna Florești din județul Mehedinți, Oltenia, România.